# Натура 2000
«Натура 2000» (Natura 2000) — сеть охранных участков на территории Европейского союза, центральный элемент в охране биоразнообразия на территории стран — членов Европейского союза. Элементами этой сети являются типы природных сред (англ. Special Areas of Conservation), редкие и находящиеся под угрозой исчезновения или разрушения.
По состоянию на 2017 год сеть включает 27 312 участков. Они покрывают 787 606 км2 суши (около 18 % территории ЕС) и 360 350 км2 моря. Сеть охватывает девять биогеографических регионов: Альпийский, Атлантический, Черноморский, Бореальный, Континентальный, Макаронезийская область, Средиземноморский, Паннонский и Степной.